# Капзила
Капзила (енгл. QupZilla) је слободан интернет прегледач отвореног кода, намијењен за општу употребу. Омогућава беспрекорну интеграцију са корисниковим радним окружењима и има неколико истакнутих функција, позитивно прихавећних. Капзила је лиценцирана под ОЈЛв3.

## Особине
Капзила користи Вебкит мотор да би подржала модерне веб стандарде. Додатни напор је уложен у беспрекорну интеграцију прегледача у изворни изглед и осјећај корисниковог радног окружења. Додатне функције укључују историјат, веб доводе и обиљеживаче на једном мјесту, могућност узимања снимка екрана читаве странице и почетну страницу са "брзим бирањем" као код Опере. Наведено је да троши мање системских ресурса од популарних интернет прегледача опште намјене као што су Мозилин Фајерфокс и Гуглов Хром.

## Историја
Пројекат је започет 2010. као истраживачки пројект. Прво предиздање писано у Пајтону (помоћу PyQt библиотеке) је било спремно до децембра 2010. 2011. изворни код је преписан у C++ с намјеном да се направи вишеплатформски веб прегледач опште намјене, с почетним циљем беспрекорне интеграције у изглед и осјећај окружења радних површи за Microsoft Windows и Линукс.